# Lissonota halidayi
Lissonota halidayi là một loài tò vò trong họ Ichneumonidae.